# Chromis amboinensis
Chromis d'Ambon
Espèce
Chromis amboinensis, communément nommé Chromis d'Ambon, est une espèce de poissons osseux de la famille des Pomacentridae.

## Description
Le chromis d'Ambon est un poisson de petite taille ne dépassant guère 10 cm de long. Son corps est compressé latéralement, sa queue est fourchue, les nageoires dorsales et anales se prolongent en filament vers l'arrière du corps, ce caractère est notable surtout chez les jeunes individus. Sa livrée est gris clair avec certains points distinctifs comme une tache jaune à la base des nageoires pectorales, un liseré sombre surligne le bord externe de la nageoire caudale au niveau supérieur et inférieur. Le tour de l’œil est bleuté ainsi que les bordures externes des nageoires dorsales et anales. Il y a également un fin trait jaune sur la lèvre supérieure.

## Distribution & habitat
Le chromis d'Ambon est surtout présent dans les eaux tropicales de la partie centrale de la zone Indo-Pacifique. Soit des Iles Christmas, à l'Australie, incluant la Nouvelle-Calédonie jusqu'aux Iles Marshall et sa limite Nord est le Sud du Japon.
Il vit généralement en groupe sur les pentes externes des récifs riches en corail.

## Biologie
Chromis amboinensis se nourrit principalement de plancton.